# JAZZY-NYC
『JAZZY-NYC』(ジャズィー・ニューヨーク)は、カプコンの対戦型格闘ゲーム『ストリートファイターIII』シリーズでのステージ曲で、主人公であるアレックスのテーマ曲。作曲者は奥河英樹。

## 概要
- 「ストリートファイターIII」(以下「ストIII」)での代名詞ともいえる曲でシリーズ通してアレックスの登場するニューヨークステージのBGMとして使われた。

## バージョン・アレンジなど
- JAZZY-NYC (underground edit)
  - オリジナルバージョン曲。「1st」でのアレックスステージ曲。
- JAZZY-NYC (street edit)
  - 「1st」でのショーンステージ曲。
- JAZZY-NYC (latin mix)
  - オリジナルアレンジバージョン。「STREET FIGHTER III ORIGINAL ARRANGE ALBUM」に収録
- JAZZY-NYC (light edit)
  - オリジナルアレンジバージョン。上記同様。
- JAZZY-NYC (NY house mix)
  - 「2nd IMPACT」でのアレックスステージ曲。
- JAZZY-NYC '99
  - 「3rd STRIKE」でのアレックスおよびケンステージ曲。
- Theme of Alex
  - 「ストリートファイターV」でのアレックスのテーマ曲。

上記以外で「タツノコ VS. カプコン」でのアレックスのテーマ曲は同曲のアレンジバージョンである。